# Die Eisbraut
Die Eisbraut ist ein deutscher Science-Fiction-Stummfilm mit Horrorelementen von Stellan Rye aus dem Jahre 1913.

## Handlung
Der russische Forscher Aksakow hat im ewigen Eis Sibiriens einen interessanten Fund gemacht: ein im Eisblock vollkommen eingeschlossenes und gut erhaltenes Mammut. Zu seinem großen Verdruss findet dieser Fund zwar den Weg ins St. Petersburger Museum, jedoch nützte dieser Fund weder seiner Reputation noch ließ sich mit ihm ein Vermögen verdienen. So erhofft sich der Forscher mit einem anderen Fund den großen Reibach. Außer dem Urtier fand er noch ein anderes Wesen, das in einem Eisblock eingehüllt war: eine junge Frau. Auch sie musste bei einer extremen Katastrophe von Eismassen eingeschlossen und schließlich verschüttet worden sein. Aksakow bietet seinen Fund dem British Museum of London an.
Der exzentrische, englische Maler John Hamilton Llewellyn wurde mit der Gestaltung eines der Museumsräume beauftragt und ist von Anbeginn magisch fasziniert von dieser Eisbraut, die ihn mit ihren Augen zu fixieren scheint. Er kann sich diesem seit 20.000 Jahren vereisten Wesen nicht mehr entziehen und bittet den Museumsdirektor, sie zeichnen zu dürfen. Die Museumswärter besticht er obendrein, damit sie für einige Momente den Raum verlassen und er das Objekt seiner Leidenschaft und Begierde ganz allein für sich haben kann. Dem Museumsdirektor wird Hamiltons Besessenheit allmählich unheimlich und entzieht daraufhin dem Künstler, der das Mädchen nunmehr in Öl malen will, das Zugangsrecht zum Zimmer der Eisbraut. Doch Hamilton kommt mit noch mehr Bestechung in den Besitz des Zimmerschlüssels. Seine Begierde steigert sich zu Fanatismus und endet allmählich im Wahn. Endlich will er bei ihr und mit ihr sein. 
Er greift zu einer Axt und zertrümmert den sie umschließenden Eisblock, damit nichts mehr zwischen beiden stünde. Endlich will er sie umarmen, dann auch küssen. Doch nach 20.000 Jahren sinkt die Eisbraut an der frischen Luft in sich zusammen, und das Wesen zerfällt zu ekligem Schleim. Die Zeit hatte für sie seit ihrem Einfrieren de facto stillgestanden, ein Umstand, der im atemberaubenden Zeitraffer nachgeholt wurde. Mit der Umarmung der zerfließenden, gallertartigen Masse, die eben noch das Sinnbild unschuldiger, weiblicher Erotik war, verliert der Maler den Verstand. Als die Museumswärter wieder den Raum betreten sehen sie den Verzweifelten in einer Ecke kauern, umgeben von Eisstücken. Sie zerren den wie ein Berserker schreienden und zappelnden Hamilton aus dem Raum. Doch seine Besessenheit verleiht ihm übermenschliche Kräfte, sodass er in den Raum der zerschmolzenen Eisbraut zurückstürmt. Hier bricht er schreiend zusammen und verliert das Bewusstsein. Bar jeder Erinnerung, vor sich hinstierend und mit einem siechen Körper behaftet, ist Hamilton am Ende nur noch ein Schatten seiner selbst.

## Produktionsnotizen
Die Eisbraut entstand im Frühherbst 1913 im Bioscop-Atelier in Neubabelsberg. Der vieraktige Film mit einer Länge von 1198 Metern passierte die Filmzensur am 3. November 1913 und erhielt ein Aufführungsverbot. Wann der Film erstmals gezeigt wurde, ist derzeit nicht feststellbar.
Die Bauten schuf Robert A. Dietrich.